# 奧本山宮殿
奧本山宮殿球館（英語：The Palace of Auburn Hills），暱稱為「The Palace」，是一座位於美國密西根州底特律的室內體育館，曾為國家籃球協會（NBA）底特律活塞隊的主場館。
2004年11月19日，奧本山宮殿由印第安纳步行者作客底特律活塞隊的比賽中，發生嚴重球場衝突。